# التيتي جابي القطار
التيتي جابي القطار مسلسل كوميدي عراقي عرض عام 2013 في شهر رمضان. من تأليف قاسم الملاك وإخراج جمال عبد جاسم.

## القصة
تدور أحداث المسلسل حول سائق التكسي وجابي القطار قاسم الملاك بدور «جاسم التيتي» وزوجته «زهرة» التي ماتت عندما كانت تصارع المرض والألم. يحتار جاسم التيتي بين الصدف التي تقوده إلى مشاكل عديدة وأبرزها مع عائلته من جهة ومحاولته لأبقاء عمله مع إدارة شؤون المنزل من جهة أخرى وايضا محاولته أقناع ابنائه بحاجته للزواج.